# Соснівка (Валківська міська громада)
Сосні́вка (МФА: [soˈsɲiu̯kɐ] ( прослухати)) — село в Україні, у Валківській міській громаді Богодухівського району Харківської області. Населення становить 51 осіб. До 2020 орган місцевого самоврядування — Олександрівська сільська рада.

## Географія
Село Соснівка знаходиться за 1 км від села Рідкодуб, на відстані 1 км проходить автомобільна дорога М03 (E40). У селі є невеликий ставок.

## Історія
Село засноване а 1912 як Семенівка, в 1924 р. перейменоване в Соснівку.
12 червня 2020 року, розпорядженням Кабінету Міністрів України № 725-р «Про визначення адміністративних центрів та затвердження територій територіальних громад Харківської області», увійшло до складу Валківської міської громади.
19 липня 2020 року, в результаті адміністративно-територіальної реформи та ліквідації Валківського району, село увійшло до складу Богодухівського району.

## Населення

### Мова
Розподіл населення за рідною мовою за даними перепису 2001 року:
| Мова       | Кількість | Відсоток |
| ---------- | --------- | -------- |
| українська | 46        | 90.2%    |
| російська  | 5         | 9.8%     |
| Усього     | 51        | 100%     |

## Відомі люди

### Народилися
- Гулий Іван Михайлович — генеральний директор приватного аграрно-орендного підприємства «Промінь» Красноградського району (Харківська область), Герой України.